# Austrosimulium torrentium
Austrosimulium torrentium är en tvåvingeart som beskrevs av Tonnoir 1925. Austrosimulium torrentium ingår i släktet Austrosimulium och familjen knott. Inga underarter finns listade i Catalogue of Life.